# 白馬市 (澳洲)

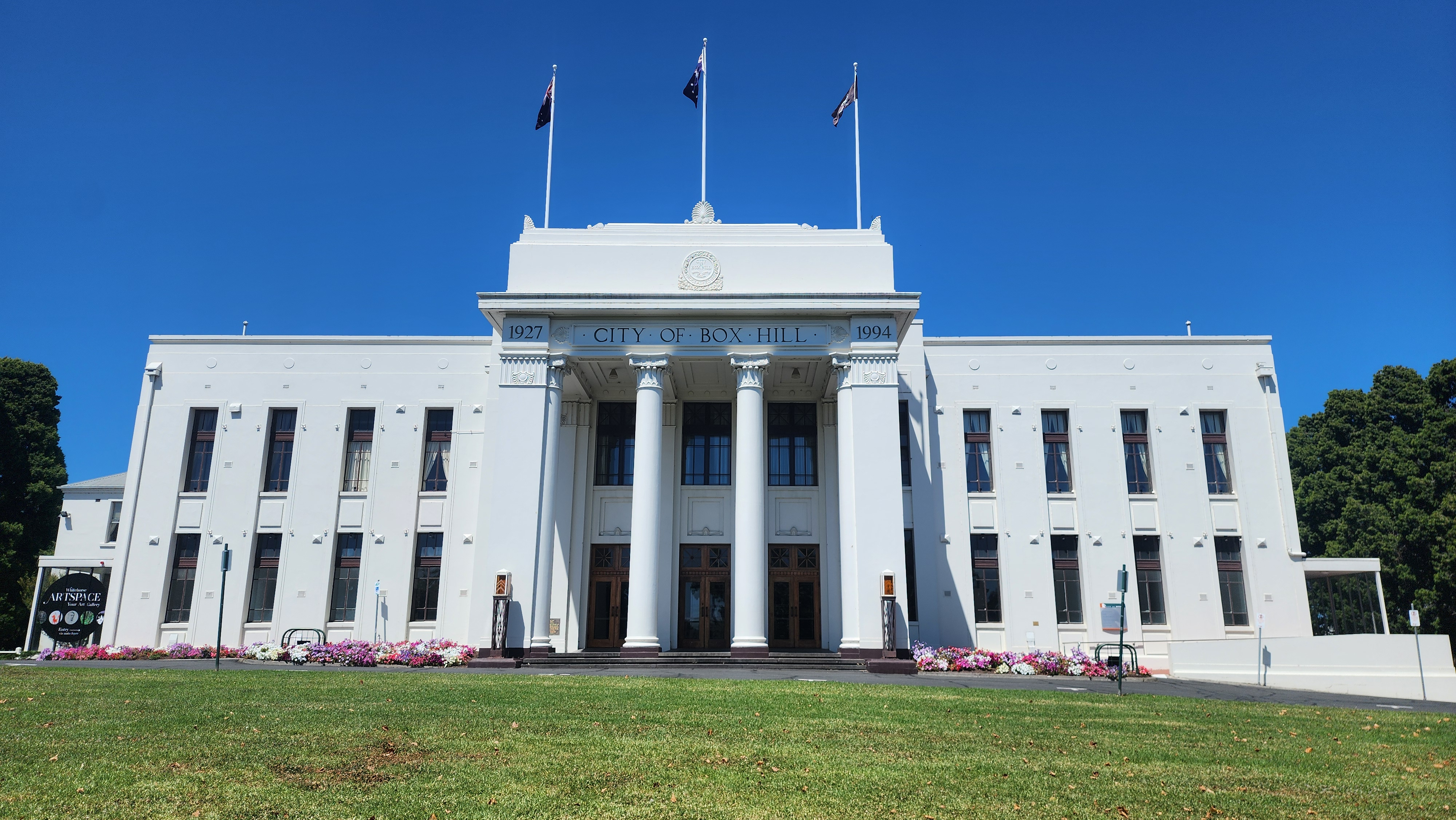
博士山市政厅

白马市是澳大利亚维多利亚州墨尔本东郊的一个地方政府区域。該市面积64平方（25平方英里） ，2018年6月，當地人口为176,196人。
白馬市于1994年12月由以前的博士山市和Nunawading市合并而成。 白馬市之名来自于19世纪后期位于该地区的小酒馆White Horse Inn。此名稱被应用到今天贯穿全市的主要通道白马路。 